# Hanna Dys
Hanna Dys (ur. 1977) – polska instrumentalistka, dr hab. sztuk muzycznych, adiunkt Katedry Organów, Klawesynu, Akordeonu i Gitary Wydziału Instrumentalnego Akademii Muzycznej im. Stanisława Moniuszki w Gdańsku.

## Życiorys
Studiowała w Akademii Muzycznej w Gdańsku u Romana Peruckiego, a także w Wyższej Szkole Muzyki i Teatru w Hamburgu u prof. Wolfganga Zerera. 26 października 2008 obroniła pracę doktorską Problematyka zmian dynamiczno-brzmieniowych osiąganych przy użyciu żaluzji, wałka crescendowego oraz rejestrów w niemieckiej muzyce organowej XIX wieku na przykładzie wybranych utworów. 29 września 2016 habilitowała się na podstawie oceny dorobku naukowego i pracy zatytułowanej Mieczysław Surzyński Works for organ solo, organ concerto, Anagram 501, 2016.
Piastuje stanowisko adiunkta w Katedrze Organów, Klawesynu, Akordeonu i Gitary na Wydziale Instrumentalnym Akademii Muzycznej im. Stanisława Moniuszki w Gdańsku.

## Odznaczenia
- Srebrny Krzyż Zasługi (2025)[4][5]